# Буррен
Буррен (ирл. Boireann — каменистое место) — местность на западе Ирландии в графстве Клэр, вымощенная гигантскими плитами из серого известняка с разбросанными на них валунами естественного происхождения, охватывающими область около 1300 км². На юге она граничит со скалами Мохер, а на севере с заливом Голуэй. На юго-западе Буррена образован одноимённый национальный парк. Является кандидатом на включение в список Всемирного наследия ЮНЕСКО в Ирландии.

## Первые поселенцы
Когда точно в Буррене появились первые поселенцы — достоверно не известно. Их привлекла удивительная особенность этих мест — пастбища, на которых круглый год может пастись скот.
Большие известковые плиты — местами толщиной более 900 метров обладают удивительным свойством природного аккумулятора,— они поглощают исходящее от солнца тепло и медленно отдают его во время зимы. Эта особенность в сочетании с умеренной температурой морской воды создавали прекрасные условия для первых поселенцев, занимавшихся сельским хозяйством.
Первые земледельцы, оставили в той местности следы своей культуры. В Буррене можно увидеть десятки мегалитических могил. Одно из таких известнейших сооружений — дольмен Поулнеброун был создан ещё в дохристианские времена. До нашего времени сохранились останки первоначальной могилы в виде огромной известняковой плиты, которую древние строители использовали для создания памятника предкам. По мнению специалистов, когда эта могила была построена, над ней возвышался огромный курган из камней и земли.
Задолго до того, как кельты заселили Ирландию, народы, жившие в Буррене, оставили там следы своей культуры в виде захоронений, которые из-за их характерной формы называли клиновидными могилами. В 1934 году в местечке Глениншин была обнаружена искусно сделанная золотая гривна — шейное украшение, считающееся сегодня одним из изысканнейших ирландских ювелирных изделий конца бронзового века. Жизнь этих древних народов окутана большой тайной. До сих пор ничего конкретно не выяснено об этой культуре. Позднее в этой местности были построены бесчисленные каменные и земляные кольцевые форты — древние укрепленные поселения. Затем там строились многочисленные церкви, монастыри и замки.

## Подземные пещеры
Вода, просачивающаяся сквозь пористые известняковые плиты, образовала подземные пещеры — одну из самых известных достопримечательностей Ирландии. В известковых породах обилие пещер, во многих из которых до сих пор есть реки, ручьи и водопады. В пещере под названием Пол-ан-айнон есть свободно висящий сталактит длиной более 9 метров.

## Растительный мир
В Буррене встречается 75 % дикорастущих цветов Ирландии.
Отмечалось, что сочетание растений в этой местности просто «поразительно и по своему разнообразию не имеет аналогов в Европе». Здесь можно встретить растения характерные для прибрежной полосы и горных районов, лугов и лесных массивов. В Буррене можно найти сотни долин, находящихся в надежных каменных укрытиях, образовавшихся тысячелетия назад в результате разрушения нескольких соединённых между собой пещер. Летом, когда уровень грунтовых вод падает зимние озера превращаются в луга.
По словам ботаника Килиана Роудена, редкой красоты растения встречаются здесь в изобилии. Хотя в Буррене растут более 600 видов растений, уникальным его делают все-таки не разнообразие растений и не их изобилие. Самое удивительное — это необычное сочетание встречающихся здесь видов. Сотни лет ботаников поражает то, что «здесь — в этом маленьком уголке Ирландии — вперемешку растут арктические, альпийские и средиземноморские виды растений, не все из которых любят известняковую почву».
Прелестная голубая горечавка весенняя, считающаяся альпийским видом, в Буррене растет даже на уровне моря. Здесь наряду с арктическими растениями, такими, как дриада восьмилепестная, можно встретить и субтропические — например адиантум венерин волос. На всей этой территории произрастает более 20 видов орхидей. Здесь в изобилии встречается тимьян ранний, кислица обыкновенная, герань кроваво-красная, лядвенец рогатый и многие другие растения.